# Ammotrechula lacuna
Ammotrechula lacuna es una especie de arácnido  del orden Solifugae de la familia Ammotrechidae.

## Distribución geográfica
Se encuentra en Nevada (Estados Unidos).